# Microcharon phreaticus
Microcharon phreaticus is een pissebed uit de familie Lepidocharontidae. De wetenschappelijke naam van de soort is voor het eerst geldig gepubliceerd in 1973 door Coineau & Botosaneanu.